# Algonchini
Gli Algonchini rappresentano l'insieme di tribù di nativi americani più popolose esistenti tuttora. Gli algonchini vivono nelle riserve indiane canadesi, anche se nel passato occupavano la maggior parte delle regioni canadesi, dall'Atlantico alle Montagne Rocciose. Dato l'elevato numero, gli Algonchini si dividevano in clan e in tribù che a loro volta erano divise in nazioni e confederazioni, la più conosciuta delle quali era quella dei Powhatan. Questa tribù prendeva il nome dal capo, divenuto celebre per essere il padre di Pocahontas.

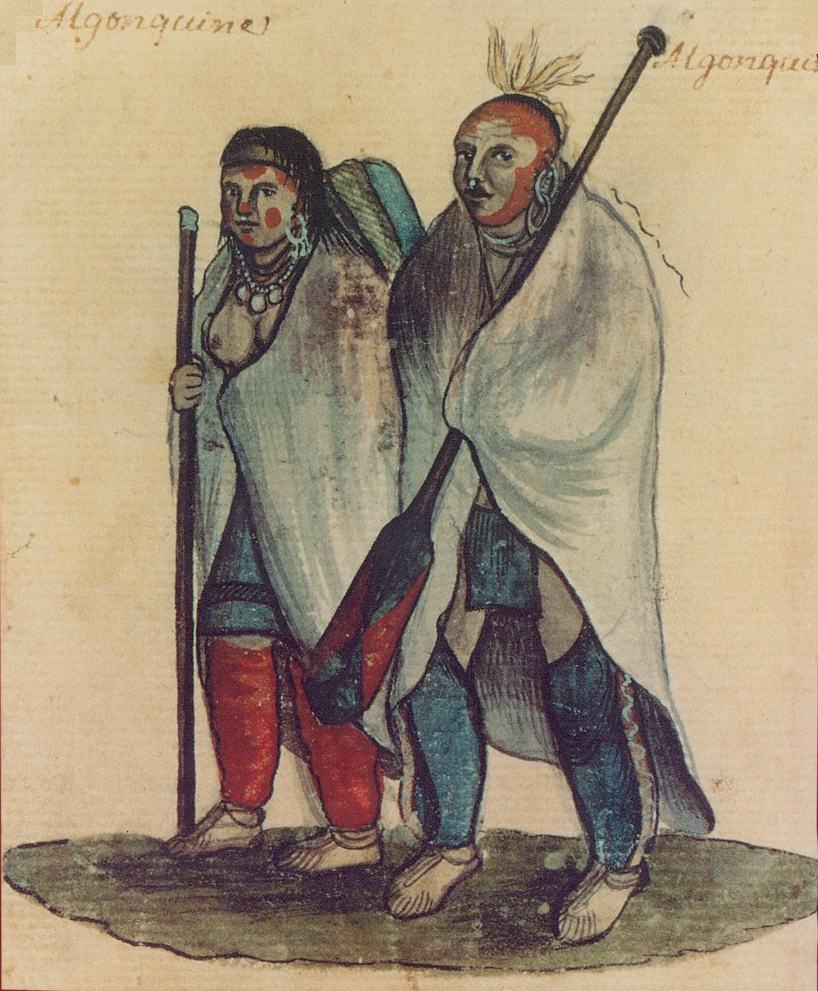
Algonchini intorno al 1710, acquerello, Biblioteca di Montréal

Della famiglia Algonchini facevano parte, Naskapi Innu, Neenoilno Innu, Micmac, Abenaki (Maliseet, Passamaquoddy, Penobscot, Norridgewock - noti anche come Kennebec -, Western Abnaki - innanzitutto, tra questi ultimi, Pennacook -), Massachusett, Pokanoket, Narragansett, Pequot, Mohicani (detti anche Mahican), Lenape (o Delaware), Powhatan, Cree, Miami, Shawnee, Kickapoo, Illinois, Asikiwaki (cosiddetti Sauk), Muskwaki (cosiddetti Fox), Menominee, Potawatomi, Ojibway, Ottawa, insediati lungo la costa atlantica e attorno ai laghi superiori del San Lorenzo, tra la baia di Hudson e il bacino dell'Ohio, e, nella grande regione delle pianure centrali, Cheyenne, Arapaho, Atsina, Nitsitapi (grande nazione suddivisa in Pikuni, cosiddetti Poor Robe, Kainah, cosiddetti Blood, Siksika, cosiddetti Blackfoot).

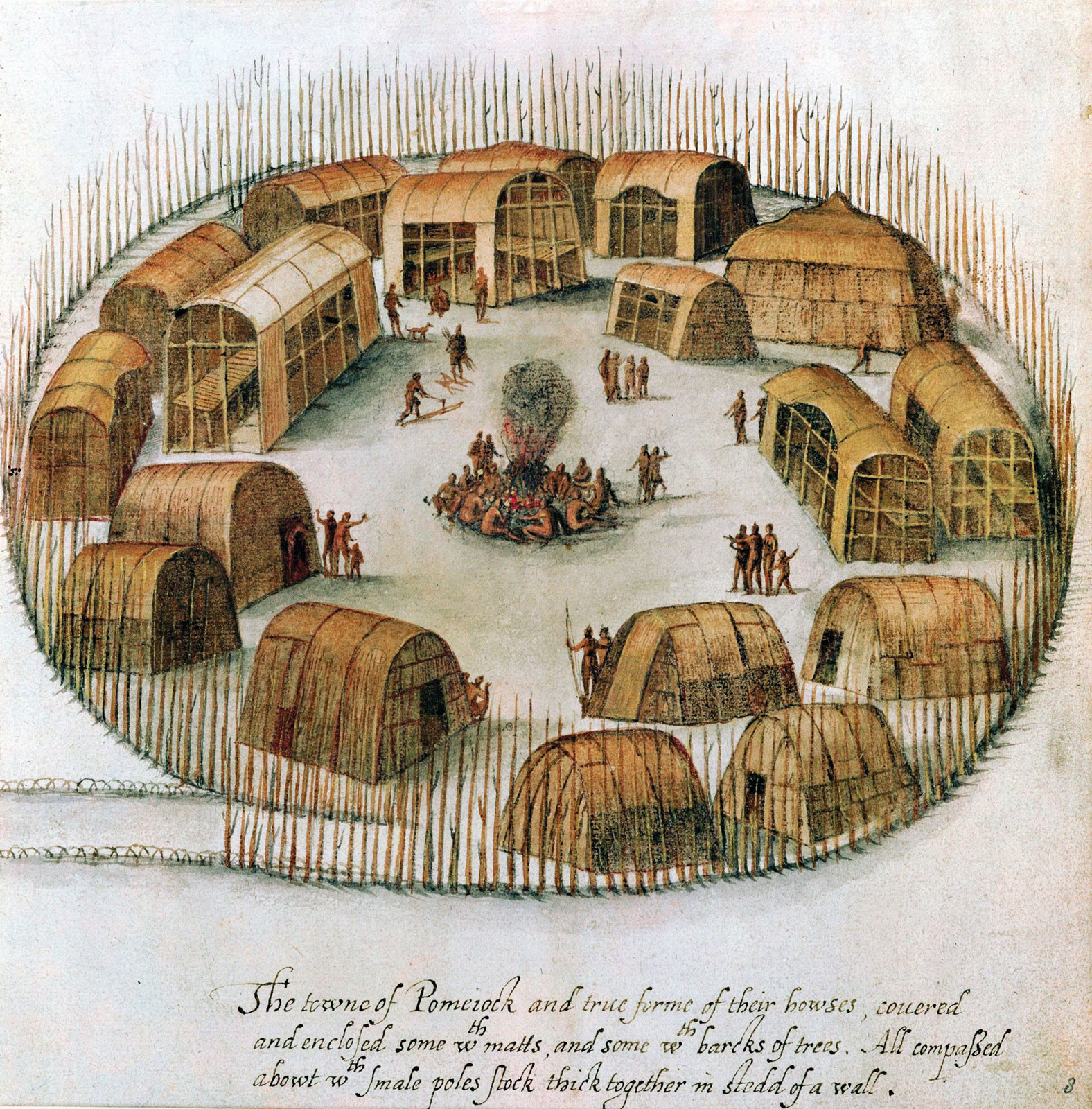
Il villaggio algonchino di Pomeiock, Carolina del Nord, 1585

## Religione
Per quanto riguarda i riti e le credenze, gli Algonchini credono nei contatti e nella presenza degli spiriti guardiani e nel culto degli antenati; praticano riti magici a beneficio della collettività o del singolo individuo, nel tentativo di controllare gli eventi della natura.

### Rito delle nozze sacre
Tra i riti, uno dei più antichi e caratteristici è quello propiziatorio delle "nozze sacre": all'inizio della stagione della pesca due bambine vergini sposano le reti usate per lo strascico nella speranza che catturino molti pesci. La tradizione racconta che lo spirito delle reti era stato abbandonato dalla moglie e pretendeva di essere ricompensato prima di concedere una buona pesca agli Algonchini.

## Miti e leggende
Malinowski definì il mito come una realtà vissuta, accaduta in tempi primordiali e che perdura tanto da influenzare il mondo e i destini umani. Tra gli Algonchini, così come in tutte le etnie indiane, non esistono fratture tra i vari aspetti del comportamento umano, anzi vi è una correlazione fra religione, arte, scienza, politica. Il mito è necessario proprio come collante culturale, quando descrive le origini del mondo, dei riti sacri, delle arti, e delle attività quotidiane.
Quindi i miti fondamentali riguardano il tema della creazione, la nascita della conoscenza, i fenomeni del cielo e gli eventi naturali (stagioni, notti, giorni, piogge, ecc.), la morte e l'aldilà. La mitologia degli Algonchini è centrata sulla figura di Gluskap e delle sue gesta eroiche in favore della tribù. Una di queste è la "liberazione delle acque" sequestrate dal temibile drago.

## Arte

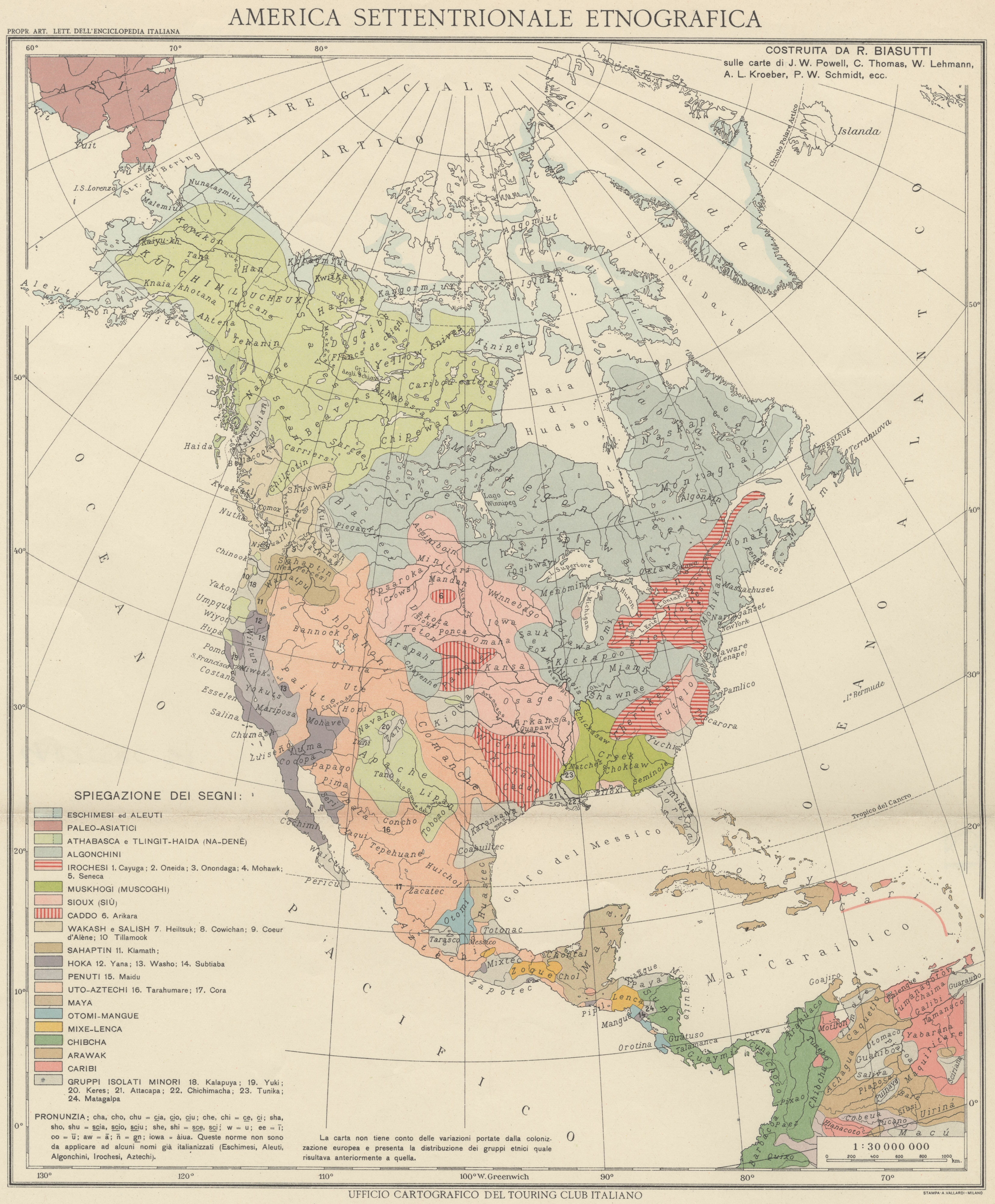
Mappa etnografica del Nordamerca negli anni 30 nel XX secolo; la distribuzione degli Algonchini è segnalata in grigio

La cultura algonchina è incentrata sulla scorza di betulla e le rappresentazioni artistiche algonchine traggono ispirazione dall'interpretazione dei sogni. La loro arte è ricca di simboli pittografici-decorativi in cui i temi geometrici e la linea curva simmetrica risultano l'elemento dominanteː il disegno è realizzato in modo speculare su due lati rispetto a un punto centrale e può essere formato, per esempio, da una doppia spirale. La produzione artistica algonchina è composta dagli utensili domestici, dalle borse, dalle cinture e soprattutto dal calumet e dalle maschere cerimoniali.